# Ambulas
L'Ambulas, també anomenat abelam, abulas o ambelas és una llengua de la família de les llengües indopacífiques, de la subfamilia "Ndu" parlada a Papua Nova Guinea, en la zona septentrional. Segons l'Ethnologue la llengua era parlada el 1991 per unes 44.000 persones, a la provincia de East Sepik. És una llengua OSV, que fa servir l'alfabet llatí.
Segons la classificació ISO 639-3 li correspon l'abreviatura 'abt'.